# Boyton End (Essex)
Boyton End – wieś w Anglii, w hrabstwie Essex. Leży 27 km na północ od miasta Chelmsford i 61 km na północny wschód od Londynu.